# Alwalton
Alwalton est une paroisse civile et un village du Cambridgeshire, en Angleterre.